# Bruno Hauff (Verleger)
Bruno Hauff (* 16. Februar 1884 in Okollo, Landkreis Bromberg; † 9. September 1963 in Stuttgart) war ein deutscher Verleger.

## Leben
Hauff war Sohn des Bahnsekretärs Johannes Hauff (1844–1915) und dessen Frau Anna, geborene Menz (1849–1888).
Über den Verlag B. G. Teubner in Leipzig, Julius Springer in Berlin und Rudolf Oldenbourg in München kam er 1919 als Teilhaber zum Georg-Thieme-Verlag. Nach dem Tod Georg Thiemes 1925 wurde er persönlich haftender Gesellschafter und brachte den Verlag zu internationaler Bedeutung. Kriegszerstörung führte nach Ende des Zweiten Weltkriegs zur Flucht aus Leipzig. 1946 baute er den Verlag in Stuttgart neu auf.
Die Medizinische Fakultät der Universität Frankfurt am Main verlieh Hauff 1931 den Titel Dr. med. h. c. 1957 wurde er Ehrensenator der Universität Freiburg. 1959 erhielt Hauff die Albrecht-von-Haller-Medaille der Universität Göttingen.
Hauff heiratete im Jahr 1918 Maria Neukamp (1893–1951), eine Tochter Ernst Neukamp (1852–1919). Das Paar hatte zwei Söhne und eine
Tochter, darunter Günther Hauff (* 1927), Inhaber des Verlags G. Thieme.